# 立丸峠
立丸峠（たつまるとうげ）は、岩手県遠野市と宮古市（旧川井村）の境にある峠。国道340号が通過する。

## 特徴
峠付近は大半が1車線であり、最も狭いところで3.3 m（路肩を含めると4.4 m）という幅員狭小区間や、最小曲線半径R=10 mで設計速度50 km/hの道路構造令を満たさない74箇所の急カーブ、また最大で9.0%の急勾配が連続する。
冬期閉鎖規制は実施されていないが、雪崩や倒木などにより通行止めとなることが多い。また落石の危険があることから、異常気象時の事前通行規制区間に指定されている。

## トンネル建設への動き
立丸峠の難所を解消すべく、地元の遠野市と川井村が「立丸峠トンネル整備促進懇談会」を1996年に設立し、国および岩手県に対しトンネル建設を要望する活動を行うようになった。その後も、トンネル早期着工を求める看板が峠に設置されたり、地元住民による集会が開かれたりするなどの運動が行われてきた。
2011年に発生した東日本大震災の際、被災地を後方から支援する拠点として機能した遠野市と沿岸方面を結ぶ道路として、国道340号が大きな役割を発揮した。国および岩手県では、国道340号などの道路を「復興支援道路」と位置づけ、災害時の緊急輸送道路としての機能を強化するため、これらの道路の難所解消を図ることとした。岩手県大規模事業評価専門委員会は2012年8月24日、立丸峠にトンネルを整備することを妥当と判断した。
これを受けて、峠付近の5.21 kmの区間が国道340号立丸峠工区として2012年10月に事業化され、「立丸第一トンネル」（当時の仮称は「大峠トンネル」、1,839 m）・「立丸第二トンネル」（同「小峠トンネル」、920 m）の2本のトンネルが掘削されることになった。
立丸峠工区は2014年8月に着工し、まず立丸第二トンネルが2015年7月に、次いで立丸第一トンネルが2017年9月に貫通し、立丸峠工区全線が2018年11月29日に開通した。開通により、遠野 - 宮古市川井間で約4 kmの距離短縮、約6分の時間短縮になると見込まれている。
- 立丸第一トンネル
- 立丸第二トンネル

## アクセス
- 川井地域バス小国線
  - 川井より約35分、下車後徒歩1時間。
- 岩手県交通土淵線
  - 遠野駅より約1時間、下車後徒歩1時間。